# Burgstallhof
Burgstallhof ist ein Gemeindeteil der Gemeinde Wilburgstetten im Landkreis Ansbach (Mittelfranken, Bayern). Burgstallhof liegt in der Gemarkung Wittenbach.

## Geographie
Die Einöde liegt in einer kleinen Waldlichtung. Im Süden liegen die Schanzhölzer – dort befindet sich auch eine Keltenschanze –, im Norden liegt das Waldgebiet Hut, im Nordosten das Waldgebiet Abschneid. Ein Anliegerweg führt nach Unterbronnen (1,1 km westlich).

## Geschichte
Das Hochgericht und die Grundherrschaft übte das oettingen-spielbergische Oberamt Mönchsroth aus. Ende des 18. Jahrhunderts bestand Burgstallhof aus zwei Halbhöfen.
Mit dem Gemeindeedikt wurde Burgstallhof dem 1809 gebildeten Steuerdistrikt und der im selben Jahr gebildeten Ruralgemeinde Wittenbach zugewiesen. Am 1. Januar 1971 wurde Burgstallhof im Zuge der Gebietsreform in Bayern nach Wilburgstetten eingegliedert.

### Einwohnerentwicklung
| Jahr      | 001818 | 001861 | 001871 | 001885 | 001900 | 001925 | 001950 | 001961 | 001970 | 001987 |
| Einwohner | 13     | 12     | 11     | 14     | 14     | 10     | 7      | 6      | 5      | 4      |
| Häuser    | 2      |        |        | 2      | 2      | 2      | 1      | 1      |        | 1      |
| Quelle    | [ 10 ] | [ 11 ] | [ 12 ] | [ 13 ] | [ 14 ] | [ 15 ] | [ 16 ] | [ 17 ] | [ 18 ] | [ 1 ]  |

## Religion
Der Ort ist seit der Reformation evangelisch-lutherisch geprägt und bis heute nach St. Oswald und Ägidius (Mönchsroth) gepfarrt. Die Katholiken sind nach St. Margareta (Wilburgstetten) gepfarrt.